# Daphne (Strauss)
Daphne – Bukolische Tragödie in einem Aufzug (Opus 82, TrV 272) ist die 13. Oper des Komponisten Richard Strauss. Das Textbuch verfasste Joseph Gregor. Die Uraufführung fand am 15. Oktober 1938 in der Dresdner Semperoper unter der Leitung von Karl Böhm und der Oberspielleitung von Max Hofmüller (1881–1981) statt.

## Handlung
Ort und Zeit: Griechenland, am Ufer des Flusses Peneios, in mythischer Vorzeit
Bühne: Steiniges Flussufer, dichte Ölbaumgruppen, rechts das Haus des Fischers Peneios, im Hintergrund das Massiv des Olymp
Abenddämmerung. Die Schäfer kehren mit ihren Herden zum Fluss zurück. Sie rüsten sich für ein Fruchtbarkeitsfest zu Ehren des Gottes Dionysos. Daphne, die fast noch kindliche Tochter des Fischers Peneios, beklagt die heraufdämmernde Nacht (Oh bleib, geliebter Tag…). Leukippos, ein junger Hirte, bedrängt Daphne und gesteht ihr ungestüm seine Liebe. Sie weist ihn verwirrt zurück. Gaea holt ihre Tochter ins Haus. Trotz der Bitten ihrer Mutter weigert sich Daphne, am Fest teilzunehmen. Leukippos bittet die Mägde des Hauses um ein Frauengewand, um verkleidet bei den Frauen in der Nähe Daphnes sein zu können.
Peneios versammelt die Hirten zum Fest um sich. Immer noch erstrahlt der Olymp im Abendlicht. Gott Apollo hat seinen Sonnenwagen angehalten, als er Daphne auf der Erde erblickte, und erscheint in Gestalt eines Rinderhirten. Peneios bittet den Fremden zum Fest und trägt Daphne auf, für den Gast zu sorgen. Daphne ist vom geheimnisvollen Fremden fasziniert (Wie viel doch weißt du von meiner Seele.). Sie lässt sich zu einem Kuss verführen, flieht dann aber aus den Armen des immer drängender werdenden Gottes zum Fest (Du schlichst dich in meinen Traum!).
Auf dem Fest reicht Leukippos der arglosen Daphne einen Becher Wein und fordert sie zum Tanz auf. Eifersüchtig lässt Apollo ein Unwetter aufziehen, die Schäfer eilen ängstlich zu ihren Herden. Daphne, Leukippos und Apollo bleiben zurück. Leukippos gibt sich zu erkennen, bittet im Namen des Gottes Dionysos um Daphnes Liebe, den eifersüchtigen Gott fordert er zum Zweikampf um Daphne. Apollo tötet Leukippos. Als Apollo Daphnes kindliche Trauer um den Freund und zurückgewiesenen Liebhaber sieht, erkennt er seine eigene Schuld. Er bittet die anderen Götter um die Aufnahme des Leukippos in den Olymp. Daphne selbst wird in einen immergrünen Baum verwandelt (Lass sie blühen im Kreis ihrer Freunde…), damit das unschuldige Kind der Natur für immer eins mit ihr werden kann.

## Werkgeschichte